# Raz Ohara
Raz Ohara, de son vrai nom Patrick Rasmussen (né en 1976), est un producteur et disc jockey danois d'electronica, résidant à Berlin, en Allemagne.

## Biographie
Entre 1999 et 2001, il sort deux albums Realtime Voyeur et The Last Legend. En 2006 sort le clip de la chanson Reality. Signé chez Get Physical Music, il sort le 18 janvier 2008 l'album de son nouveau projet Raz Ohara and the Odd Orchestra. En outre, Raz Ohara est le chanteur et le claviériste du légendaire projet Apparat (BPitch Control), travaillant avec Ellen Allien. Un jour, son éditeur du label Kitty-Yo lui propose de travailler avec un jeune artiste de techno de l'époque, Alexander Kowalski. C'est le début de l'intégration de Raz Ohara dans la scène électronique. Avec Kowalski, ils sortent deux singles — All I Got to Know et Hot Spot — et partent ensuite en tournée ensemble. Progressivement, Raz Ohara se produit de plus en plus en solo en tant que musicien de techno, travaillant uniquement avec un microphone et une boîte à rythmes.  En 2008, il sort l'album Raz Ohara and the Odd Orchestra,. 
En 2013, il annonce la sortie de Moksha son futur album, finalement sorti en 2014. En 2017, il commence à enregistre un nouvel album, Tyrants, qui est finalisé en 2021.

## Discographie

### Albums studio
- 1999 : Raz Ohara – Realtime Voyeur (Kitty-Yo)
- 2001 : Raz Ohara – The Last Legend (Kitty-Yo)
- 2008 : Raz Ohara and the Odd Orchestra
- 2014 : Raz Ohara – Moksha (Albumlabel)
- 2017 : Cummi Flu / Raz Ohara – Y (Albumlabel)
- 2023 : Tyrants

### Singles et EP
- 2001 : Raz Ohara – Reality (Kitty-Yo)
- 2001 : Raz Ohara – Very Political (Ware)
- 2002 : Alexander Kowalski & Raz Ohara – All I Got to Know (Kanzleramt Records)
- 2004 : Luomo / Raz Ohara – Running Away EP (Huume)
- 2005 : Raz Ohara – Hymn (Mixes) (Kitty-Cuts)
- 2006 : Raz Ohara – Mr. Fireball EP (Electric Avenue Recordings)
- 2007 : Apparat & Raz Ohara – Holdon	(N.E.W.S.)
- 2007 : Raz Ohara – Whitmey Na (Kindisch)
- 2011 : Raz Ohara – See It Coming Nu Remix (Kindisch)
- 2011 : Omurah – Paranormal Symphonies (Kindisch)
- 2012 : Raz Ohara – El Zahir (Kindisch)